# Hälsena

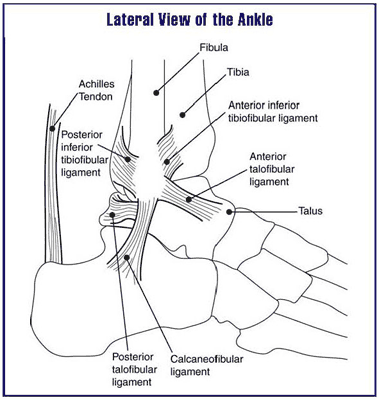
Tvärsnitt av ankeln och bakre delen av foten. Hälsenan är längst till vänster och märkt Achilles Tendon.

Hälsena (tendo calcaneus), även kallad akillessena, är den sena som förbinder tvillingvadmuskeln eller yttre vadmuskeln (musculus gastrocnemius) och musculus soleus med hälen. Hälsenan sitter ovanför hälen på baksidan av foten (hälbenet). Är även den största och starkaste senan i din kropp.

## Funktion
Hälsenan är tydligt syn- och kännbar genom huden. Vid sammandragning av vadmusklerna lyftes hälen genom hälsenan varvid foten sträckes, som t. ex. vid tåhävning. Vid anslag på hälsenan utlöses normalt sammandragning av vadmuskeln, den kliniskt viktiga akillessenreflexen. Vid förändringar i ryckningarnas intensitet eller eventuella uteblivande kan man få viktiga upplysningar om sjukdomstillstånd i nervsystemet.
Hälsenans senskida blir ej sällan plats för en speciell form av inflammation (tendovaginitis crepítans), oftast orsakad av överansträngning genom löpning. De mest framträdande symtomen är akillodyni, smärta i hälsenan vid dess fäste i hälbenet, och krepitation, ett ibland hörbart, men framför allt kännbart, knarrande vid höjning och sänkning av hälen. Åkomman är speciellt vanlig hos idrottsmän, särskilt långdistanslöpare.